# Zinaida Volkonskaja
Zinaida Aleksandrovna Volkonskaja, född 1790 i Dresden, död 5 februari 1862 i Rom, var en rysk författare, poet, sångare kompositör och salongsvärd, en förgrundsgestalt i den ryska kulturlivet under första hälften av 1800-talet, av Aleksandr Pusjkin kallad "musikens och skönhetens drottning". Hon är känd för sin brevväxling med Alexander Pusjkin.

## Biografi
Dotter till prins Aleksandr Beloselskij-Belozerskij, som vid hennes födelse var ambassadör i kurfurstendömet Sachsen, kort därefter i Turin, och Barbara Jakovlevna Tatisjtjeva. 1808-10 hovdam hos Preussens drottning Louise av Mecklenburg-Strelitz. Hon gifte sig 1810 med prins Nikita Volkonskij (1781 - 1844). Under sina resor blev hon känd i Europa för sina konstnärliga talanger, bland annat vid Wienkongressen i Wien 1815. Hon bosatte sig i Ryssland 1817. I St Petersburg forskade hon i det ryska språket, historia, etnografi och arkeologi i Ryssland. 
1824 flyttade hon till Moskva där hon blev ett centrum för sällskapslivet med sin salong med musik och litterära aftnar där inte bara adeln, utan även professorer, konstnärer och musiker deltog; de flesta av det dåvarande Rysslands konstnärer besökte salongen. 1825 blev hon ledamot i Moskvas sällskap för historia och antikviteter. 1826 konverterade hon till katolicismen och fick därefter från kejsaren Nikolaj tillåtelse att åka utomlands. Hon bosatte sig 1829 i Rom, där hon höll salong för Roms konstnärskoloni och blev känd för sin välgörenhet.